# Home-Deluxe-Arena
Die Home-Deluxe-Arena (Eigenschreibweise Home Deluxe Arena) ist ein Fußballstadion in der nordrhein-westfälischen Stadt Paderborn, Region Ostwestfalen-Lippe. Es bietet 15.000 Zuschauern Platz und ist seit 2008 Heimspielstätte des Fußballvereins SC Paderborn 07.

## Geschichte
Der Bau eines neuen Stadions wurde notwendig, da im Hermann-Löns-Stadion, der bisherigen Spielstätte des SC Paderborn 07 (SCP), nur noch dank einer Sondergenehmigung durch den DFB Regionalliga- und Zweitligaspiele ausgetragen werden durften. Bereits am 17. Januar 2001 entwickelte der SCP konkrete Vorschläge für den Neubau eines reinen Fußballstadions in Paderborn. Am 11. Mai 2003 beschloss der Sportausschuss der Stadt das Ende des Hermann-Löns-Stadions als Fußballspielstätte. Acht Standorte wurden von der Stadt für den Neubau eines Stadions untersucht, die Almeaue und der Ausbau des Leichtathletikstadions Ahorn-Sportpark wurden als tauglich befunden. Der SCP lehnte den Ausbau des Ahorn-Sportparks jedoch ab, da heute im Profifußball zunehmend reine Fußballstadien bevorzugt werden. Daraufhin plädierte auch die Verwaltung am 16. April 2004 für einen Neubau an der Almeaue/Hoppenhof.
Der Baubeginn des Stadions war am 12. Juli 2005, als Bürgermeister Heinz Paus und Landrat Manfred Müller den ersten Spatenstich vornahmen. Die Bauzeit war auf sechs Monate veranschlagt, so dass bereits ab der Rückrunde der Saison 2005/06 die Heimspiele des SCP im neuen Stadion ausgetragen werden sollten. Ab November 2005 ruhten zunächst die Bauarbeiten, nachdem das Oberverwaltungsgericht für das Land Nordrhein-Westfalen in Münster die Baugenehmigung am 16. November 2005 aufgrund von Anwohnerklagen entzog. Nach zweijähriger Unterbrechung, Erstellung eines neuen Bebauungsplanes und Erteilung einer neuen Baugenehmigung wurden die Bauarbeiten am 26. November 2007 wieder aufgenommen.
Am 14. Januar 2008 stellte der Generalunternehmer Bremer AG erneut die Bauarbeiten ein, weil die Stadt Paderborn ihre Finanzzusage in Höhe von 3,4 Mio. Euro noch nicht in voller Höhe geleistet hatte und somit bei Bremer noch Rechnungen in Höhe von etwa 2 Mio. Euro offen standen. Nach Zahlung der ausstehenden Summen wurden die Arbeiten am 11. Februar 2008 wieder aufgenommen. Der Bau erfolgte weiterhin auf eigenes Risiko, da immer noch Anwohnerklagen anhängig waren und auch eine anonyme Anzeige bei der Wettbewerbskommission in Brüssel wegen angeblich unerlaubter Beihilfen vorlag; erst Anfang März 2008 waren alle Hindernisse beseitigt.
Am 5. März 2008 erfolgte der Besuch einer Delegation der DFL und des DFB, um die Arena zu begutachten. Am 30. Juni 2008 wurde das Stadion nach 2½-jähriger Verzögerung von der Bremer AG an den SCP übergeben und am 16. Juli 2008 mit einem Freundschaftsspiel zwischen dem SCP und Galatasaray Istanbul (1:1) eröffnet. Die offizielle Eröffnungsfeier fand am 20. Juli 2008 mit einem sich anschließenden Freundschaftsspiel gegen Borussia Dortmund (1:2) statt, dabei war das Stadion mit 15.000 Zuschauern bis auf einige V.I.P.-Plätze ausverkauft.
Am 31. März 2009 fand im nun paragon arena genannten Stadion das erste Fußball-Länderspiel statt: Die deutsche U21-Auswahl spielte in einem Vorbereitungsspiel für die U21-Europameisterschaft 2009 in Schweden gegen Belarus (1:1). Bereits am 26. Juni 2009 wurde die paragon arena in Energieteam Arena umbenannt.
Am 14. Juni 2012 wurde bekannt, dass die Benteler International AG mit Sitz im österreichischen Salzburg, die in Paderborn mehrere Werke unterhält, neuer Namenssponsor wird. Am 1. Juli 2012 erfolgte die Umbenennung in Benteler-Arena.
Seit dem 1. Juli 2022 ist die Lübbecker Einzelhandelskette Home Deluxe für 10 Jahre Namenssponsor.

## Stadion
Das Stadion ist 115 Meter breit und 156 Meter lang. Es ist als reines Fußballstadion konzipiert und bietet  Platz für 15.000 Zuschauer. Diese verteilen sich auf 9200 Stehplätze und 5800 Sitzplätze, darunter 765 V.I.P.-Plätze. Bis zur Rückrunde des Saison 2020/21 soll die Gesamtkapazität auf 17.700 erhöht werden. Anfang Januar 2020 wurde der Terminplan für den Umbau bekannt. Die erste Phase soll am 17. Februar des Jahres mit der Westtribüne beginnen und im laufenden Spielbetrieb ohne Beeinträchtigungen durchgeführt werden. Das Funktionsgebäude wird ein weiteres Geschoss erhalten, wodurch die Zahl der V.I.P.-Plätze um 300 steigt. Die Kosten sollen sich auf 1,5 Mio. Euro belaufen. Ab Mai/Juni 2020 ist die zweite Phase geplant. In gleicher Weise werden die drei anderen Tribünen erweitert. Dies soll die Anzahl der Sitzplätze auf 8600 steigern und über den von der DFL in der Bundesliga geforderten 8000 Sitzplätzen liegen. Mit den vorhandenen 9100 Stehplätzen soll das Platzangebot auf 17.700 steigern. Die gesamten Baumaßnahmen sollen vier Mio. Euro kosten und 2021 abgeschlossen werden. Zuvor hat der SC Paderborn im November 2019 den Bauantrag, inklusive Verkehrsgutachten und Sitzplatznachweis, bei den zuständigen Behörden eingereicht. Zur Rückrunde 2019/20 erhält das Spielfeld, für rund 90.000 Euro, einen neuen Rasen. Entgegen früheren Meldungen wird die Arena nicht ausgebaut, sondern umgebaut. Um die für die Lizenz  erforderlichen 8000 Sitzplätze zu erreichen, werden Stehplätze in Sitzplätze umgewandelt. Die Zuschauerkapazität wird bei 15.000 bleiben. Nach Abschluss der zwei Umbauphasen soll die Arena 8000 Sitz- und 7000 Stehplätze haben.
Alle Tribünen sind vollständig überdacht. Das Spielfeld ist nach neuesten Bundesliga-Standards mit einer Rasenheizung, einer Beregnungsanlage und Naturrasen ausgestattet. Die sehr kurz angesetzte Bauzeit sollte durch den Einsatz von Fertigbauteilen ermöglicht werden. Die Baukosten waren bei rund neun Millionen Euro angesetzt. Wegen der Verzögerungen durch Anwohnerklagen und des daraus resultierenden neuen Bebauungsplanes, der den zusätzlichen direkten Anschluss an die B 1, weitere Parkplätze und die Veränderung der Dachneigung im Zusammenhang mit dem Einbau von Stahlträgern im Zuschauerbereich vorsah, erhöhten sich die Kosten jedoch auf mehr als das Doppelte der ursprünglich geplanten Kosten. Ebenfalls aufgrund von Anwohnerklagen dürfen keine Veranstaltungen nach 22 Uhr im Stadion stattfinden, weswegen Freitagsspiele in der Fußball-Bundesliga bzw. Montagsspiele in der 2. Fußball-Bundesliga spätestens um 20 Uhr angepfiffen werden oder ohne Zuschauer stattfinden müssen.
Im Jahr 2011 wurde eine nahezu gleiche Fußballarena (Stadion Miejski) für den polnischen Fußballclub Piast Gliwice, das ebenfalls durch die Bremer AG geplant wurde, mit Kosten von umgerechnet etwa 13 Millionen Euro gebaut.

## Länderspiele und Trainingsaufenthalte
Am 31. März 2009 fand das erste Länderspiel in Paderborn statt. Bei einem Vorbereitungsspiel zur U-21-Europameisterschaft 2009 spielte die deutsche U-21-Nationalmannschaft gegen Belarus 1:1. 13.000 Zuschauer bedeuteten die bisher höchste Zuschauerzahl bei einem Freundschaftsländerspiel der deutschen U-21-Mannschaft. Das zweite Länderspiel fand am 18. November desselben Jahres statt, als die deutsche U-19-Nationalmannschaft auf Schottland (0:0) traf. Damit war Paderborn 2009 der einzige Ort, der zwei Länderspiele der DFB-Jugendnationalmannschaften austrug.
Mit der Düsseldorfer ESPRIT arena und Paderborn als Austragungsorte bewarb sich der DFB um die U-19-Fußball-Europameisterschaft 2013. Der Zuschlag ging allerdings an Litauen. Am 19. Juni 2013 trug die deutsche Frauennationalmannschaft im Rahmen der Vorbereitung auf die Europameisterschaft 2013 in Schweden ein Freundschaftsspiel gegen Kanada aus. Am 22. Juli 2016 schlug die deutsche Frauennationalmannschaft im letzten Länderspiel von Trainerin Silvia Neid auf deutschem Boden die Ghanaerinnen mit 11:0.
Im Jahr 2024 trainierte die französische Nationalmannschaft während der UEFA-Europameisterschaft in der Arena.

## Galerie

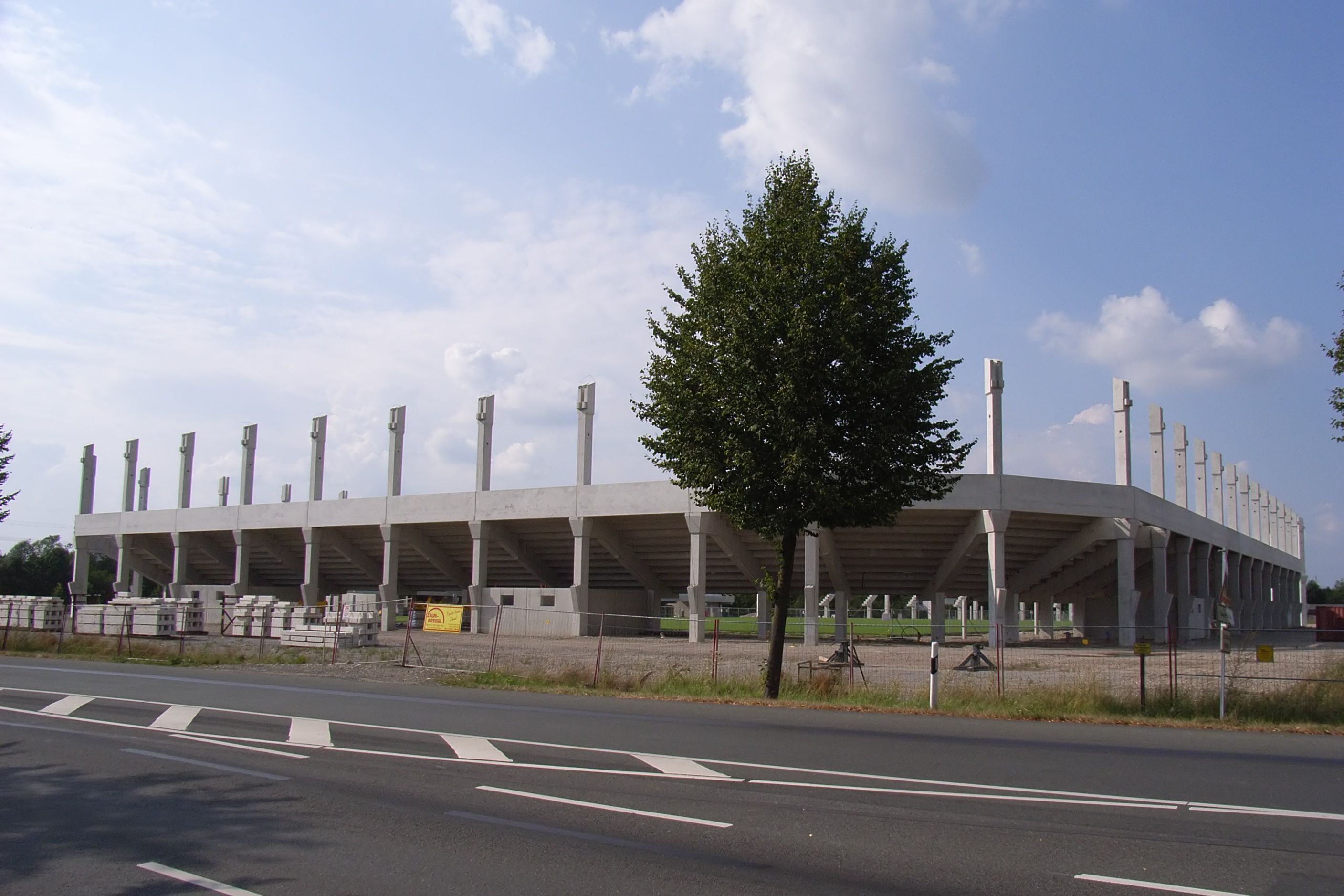
paragon arena (teilweise fertiggestellt, während des Baustopps zwischen November 2005 und November 2007)
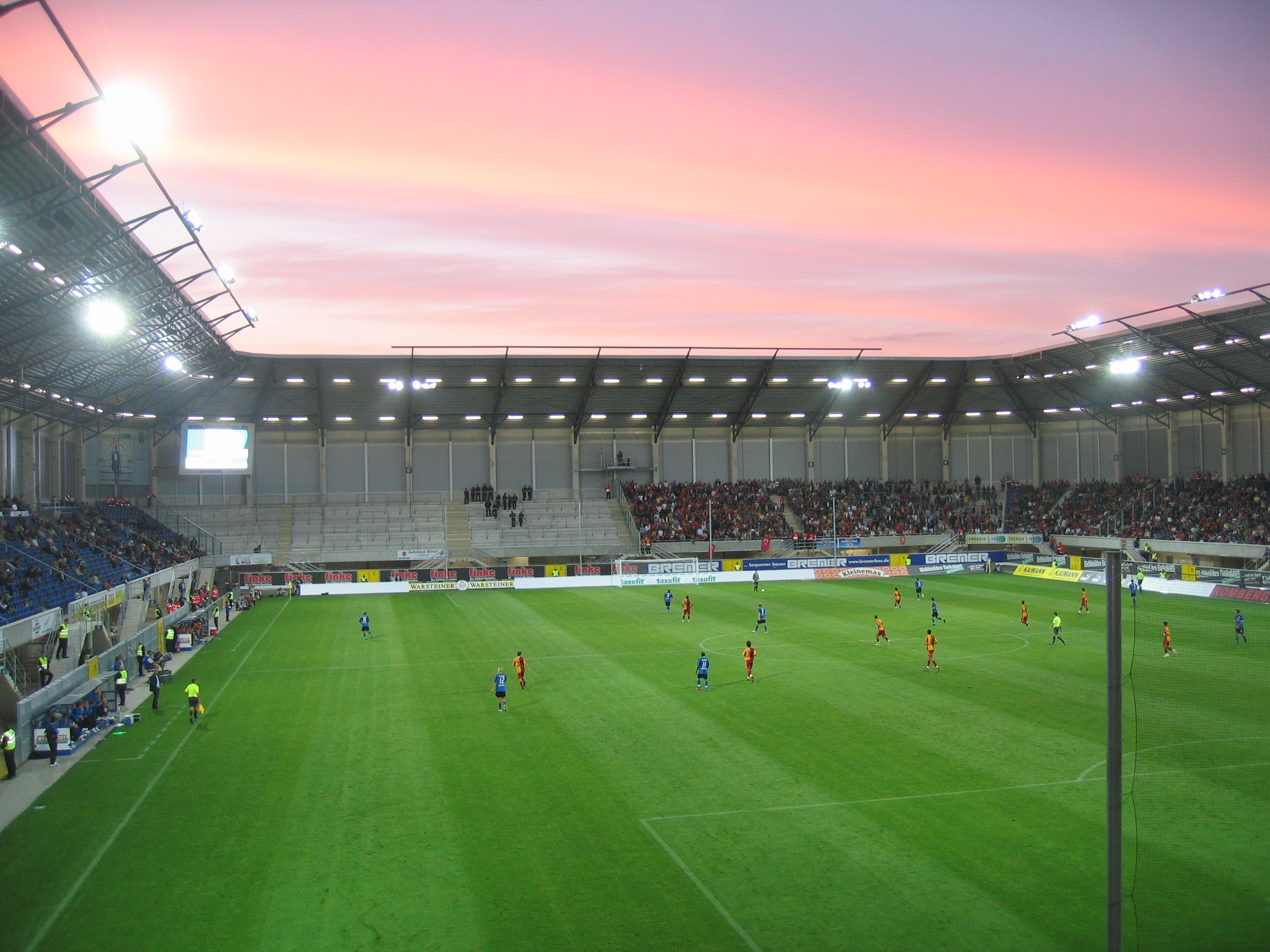
Erstes Spiel gegen Galatasaray Istanbul im Juli 2008
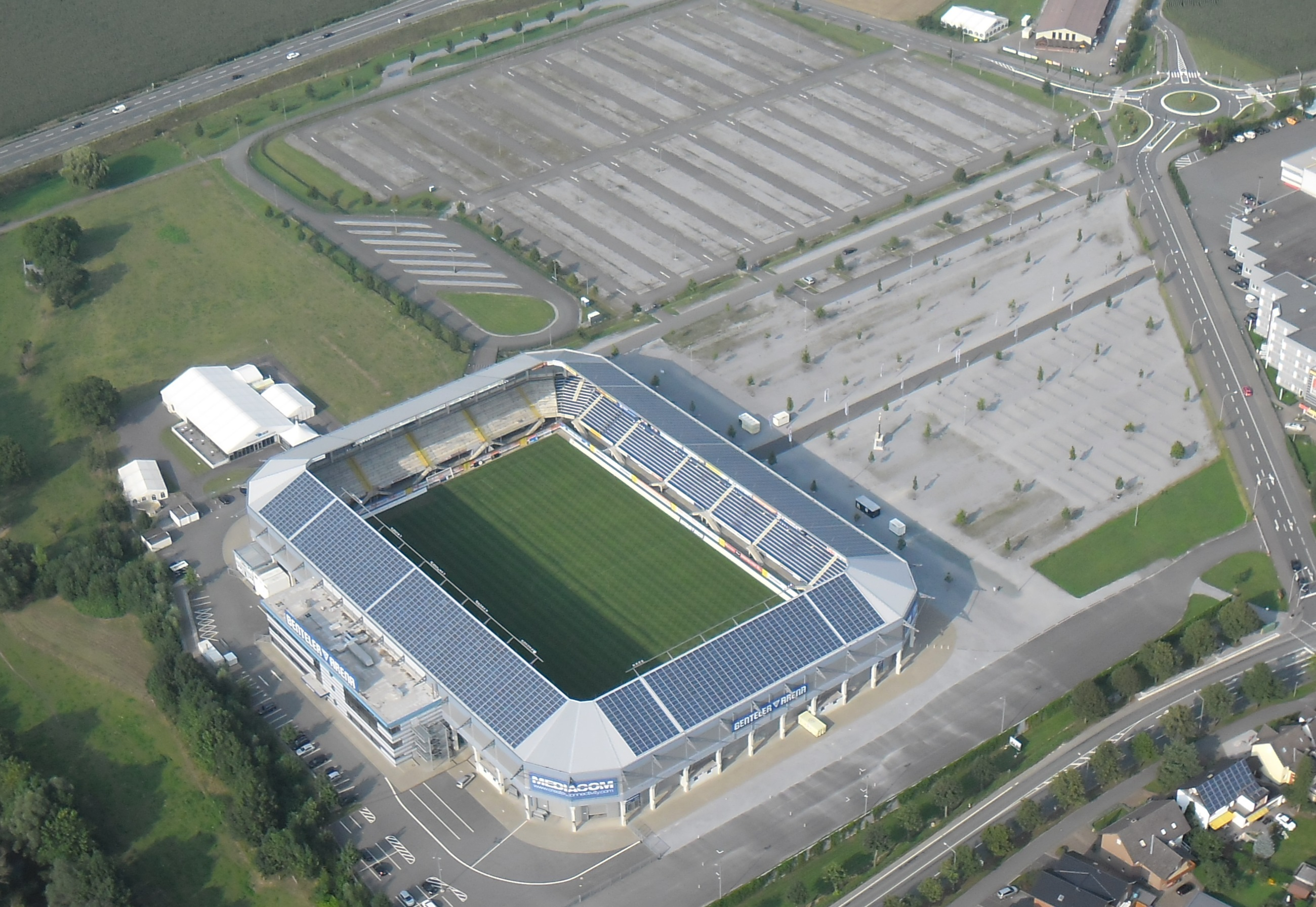
Luftbild der Arena samt Parkplätzen und V.I.P.-Zelt im Sommer 2015
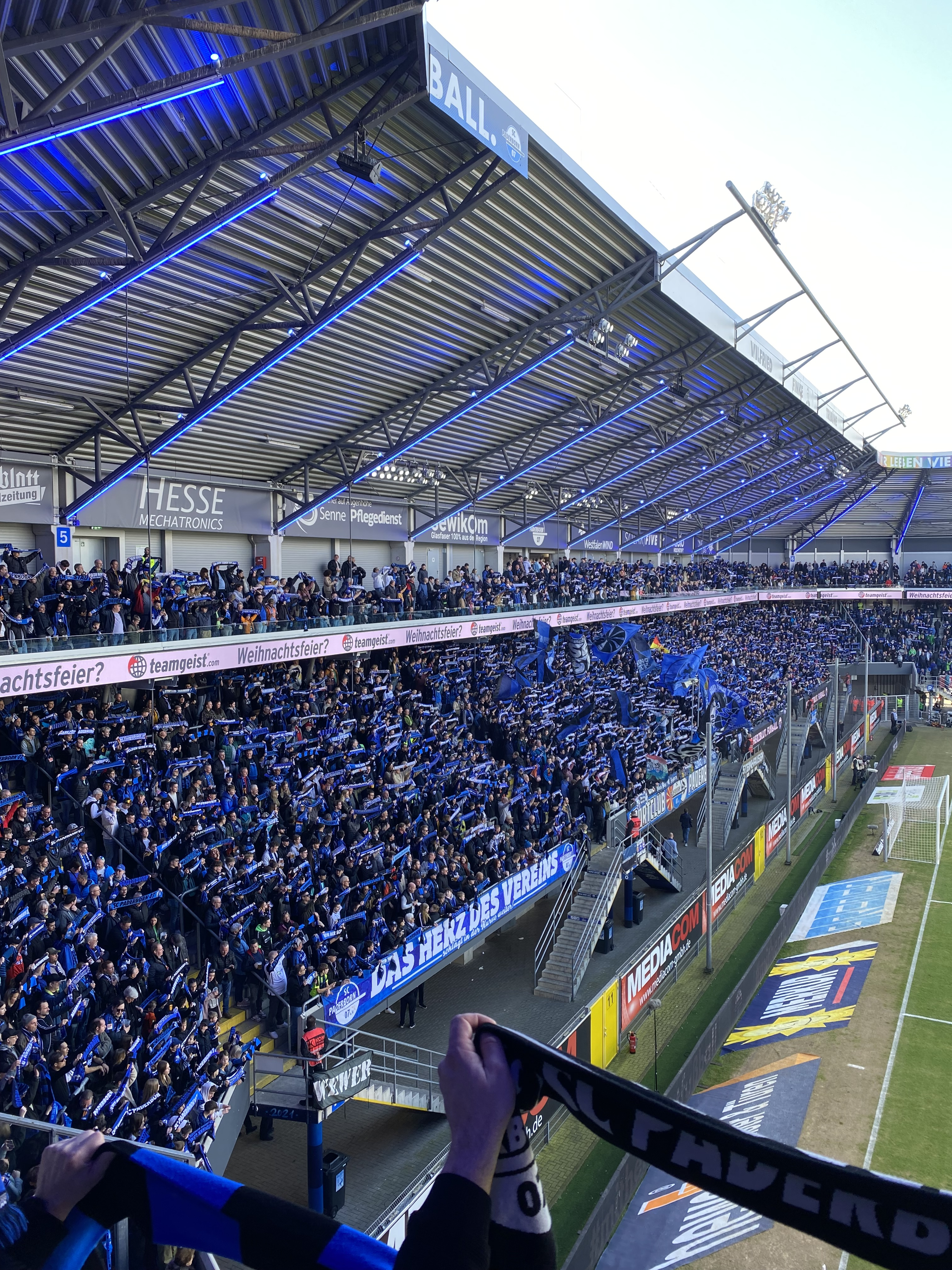
Die Arena des SC Paderborn 07 nach der Erweiterung mit neuem Oberrang und Eventbeleuchtung im März 2024
Logo der Energieteam Arena von 2009 bis 2012
Altes Logo bis 2022